# انتخابات الرئاسة التوغوية 2010
انتخابات الرئاسة التوغولية 2010 هي الانتخابات الرئاسية التي جرت في 2010، لانتخاب رئيس توغو ‏، فاز بالانتخابات فور غناسينغبي.